# Veoh
Veoh è una società con sede a San Diego fondata da Dmitry Shapiro che offriva un servizio di tv via internet permettendo agli utenti di trovare e vedere video di grandi case cinematografiche, produzioni indipendenti e materiale creato dagli utenti.
La società è stata portata alla ribalta dopo che Michael Eisner (ex Disney) si è unito a loro.
Nell'aprile 2006 fu uno dei maggiori investitori in Veoh e ha riconfermato il suo status nell'agosto 2007 finanziandola con 25 milioni di dollari.
Veoh ha reso il suo servizio non disponibile in questi mercati: Africa, Asia, America Centrale e meridionale e l'Europa dell'est nel maggio 2008.
Veoh, secondo il sito ufficiale è sotto licenza freeware.
Veoh risulta essere chiuso definitivamente come annunciato sulla sua pagina principale, trasferendo la piattaforma sul loro sito FC2 Video.

## Tecnologia
Veoh usa sia la tecnologia peer-to-peer (per la sua applicazione come lettore multimediale) e Adobe Flash per il video in diretta (streaming) per il suo sito.
Veoh dichiara che l'uso del p2p nel lettore multimediale abilita la distribuzione di file video di lunga durata a costi più bassi.
Ciò significa che i costi dell'ampiezza di banda non crescono in diretta proporzione col numero di utenti.
Veoh usa anche LAMP e Java.